# Lüttow-Valluhn
Lüttow-Valluhn település Németországban, Mecklenburg-Elő-Pomeránia tartományban. Lakosainak száma 880 fő (2023. december 31.).

## Népesség
A település népességének változása:
| Lakosok száma | 824  | 886  | 845  | 872  | 863  | 880  |
|               | 2014 | 2017 | 2019 | 2021 | 2022 | 2023 |